# Pasquale Russo
Pasquale Russo (Nola, 28 februari 1947) is een maffiabaas. Hij stichtte en leidde de eenheid van de Camorra in Nola. Dit deed hij samen met zijn jongere broer Salvatore Russo. Hun clan was bekend als Russo van Nola.
Vanaf de jaren 1980 tot zijn arrestatie in 2009 leidden de broers Russo onafgebroken hun eenheid van de Camorra. Drugstransport en moord in de hele streek van Campania waren hun hoofdactiviteit, terwijl hun uitvalsbasis Nola was. In Nola bepaalde Pasquale Russo wie zich verkiesbaar mocht stellen voor de gemeenteraad.
Eerst werd zijn broer Salvatore gearresteerd, op 31 oktober 2009. ’s Anderendaags werd Russo opgepakt in het dorp Sperone, samen met een andere jongere broer, Carmine Russo. Deze twee goed voorbereide politieacties veroorzaakten een uitbarsting van emoties en onrust in Nola. De drie broers werden veroordeeld tot levenslang.